# MILD & WILD
『MILD & WILD』（マイルドアンドワイルド）は、覆面ユニット『P・SMOKE』のミニ・アルバム。

## 解説
『P・SMOKE』はTHS30616とITS34922の2人による覆面ユニット。

## 収録曲
- 全作詞・作曲・編曲：P・SMOKE

1. VOICE
2. HALF BREAK HOLIDAY
3. WHAT ARE YOU UP TO NEXT　
サントリー『Smokey & Co』CMソング
4. 2918　
Charの『ALL AROUND ME』のリメイク。